# Markt (Weimar)
Der Marktplatz in Weimars Altstadt wird Markt genannt und ist seit etwa 1300 einer der wichtigsten öffentlichen Räume der Stadt. Mit den Renaissance-Bauten der Ostzeile des Marktes, welche als Gesamtensemble auf der Liste des Weltkulturerbes der UNESCO stehen und weiteren Gebäuden wie zum Beispiel dem Rathaus, ist dies ein bedeutender Platz und wird weiterhin für Märkte und Feste genutzt.

## Lage
Der mit etwa 60 × 60 Metern fast quadratische Platz liegt in der südlichen Altstadt von Weimar. In ihm münden die Straßen Kaufstraße, Windischenstraße, Markt und Frauentorstraße an der Frauentorstraße 1 rechtsseitig. Im näheren Umfeld des Platzes befinden sich beispielsweise Goethes Wohnhaus, Schillers Wohnhaus, die Herzogin Anna Amalia Bibliothek und das Weimarer Stadtschloss.

## Geschichte

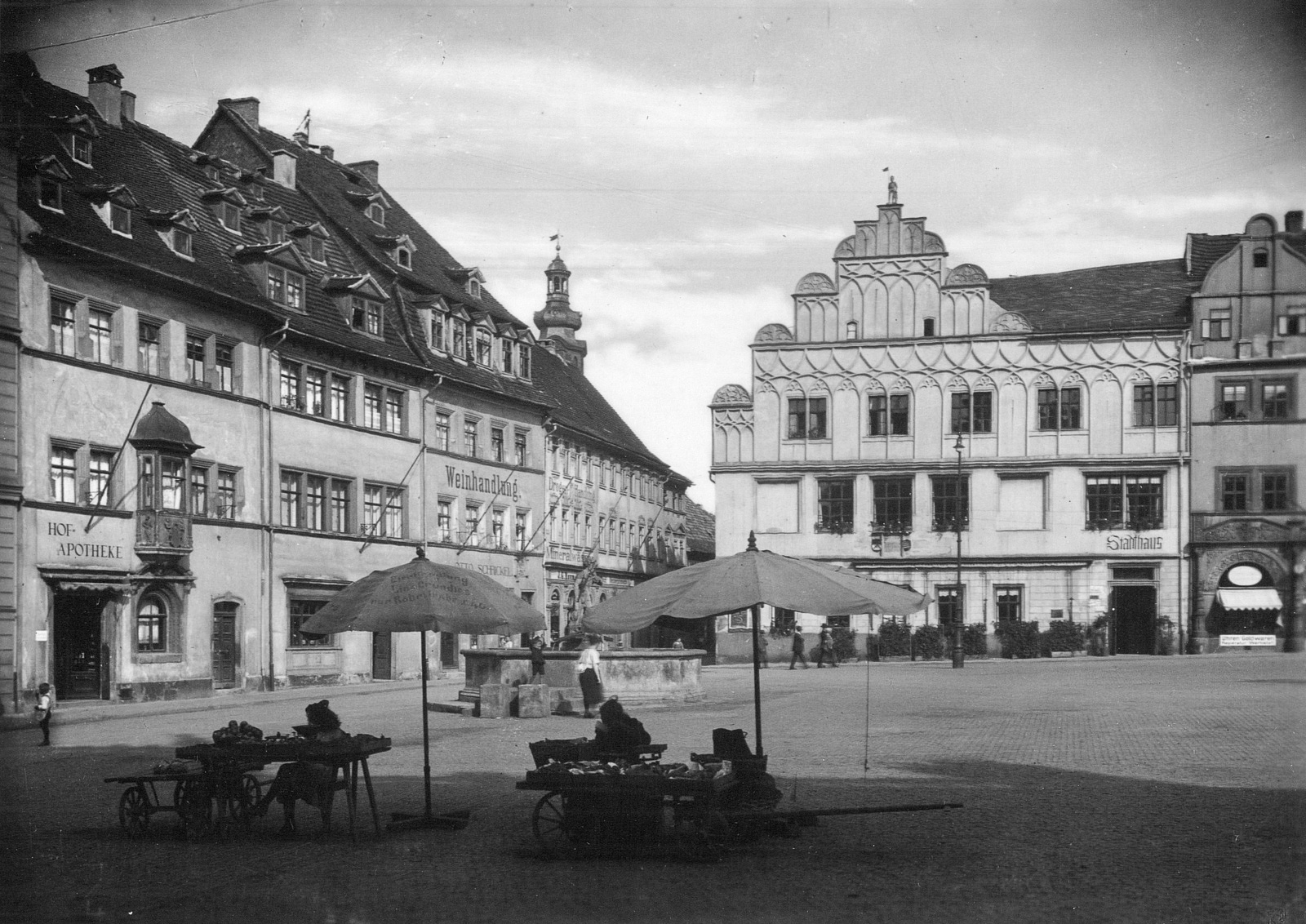
Marktplatz um 1920

Zunächst war der nördlich des heutigen Marktplatzes liegende Herderplatz das Zentrum von Weimar, aber mit der Ausdehnung des Stadtgebietes ab etwa 1300 wurde der heutige Markt zum Mittelpunkt für Gesellschaft und Handel. Seine prägnante Gestalt erhielt der Platz im 16. Jahrhundert unter anderem im Osten mit dem Stadthaus und dem Doppelhaus, dessen linke Hälfte heute als Cranachhaus bekannt ist, im Norden mit der Hof-Apotheke und im Süden mit dem Gasthof Zum schwarzen Bären.

Im Zweiten Weltkrieg wurde der Marktplatz am 9. Februar 1945 bei Bombenangriffen auf Weimar getroffen. Ein großer Teil der Nordseite und der nördliche Teil der Ostseite wurde dabei stark zerstört. In der Nachkriegszeit wurde dann die gesamte Nordseite inklusive des Stadthauses im Nordosten abgerissen und zunächst als Brache liegen gelassen. Im Jahr 1968 begann jedoch der äußerlich originalgetreue Wiederaufbau des Stadthauses und ab 1988 folgte die Rekonstruktion der Nordseite.

## Veranstaltungen

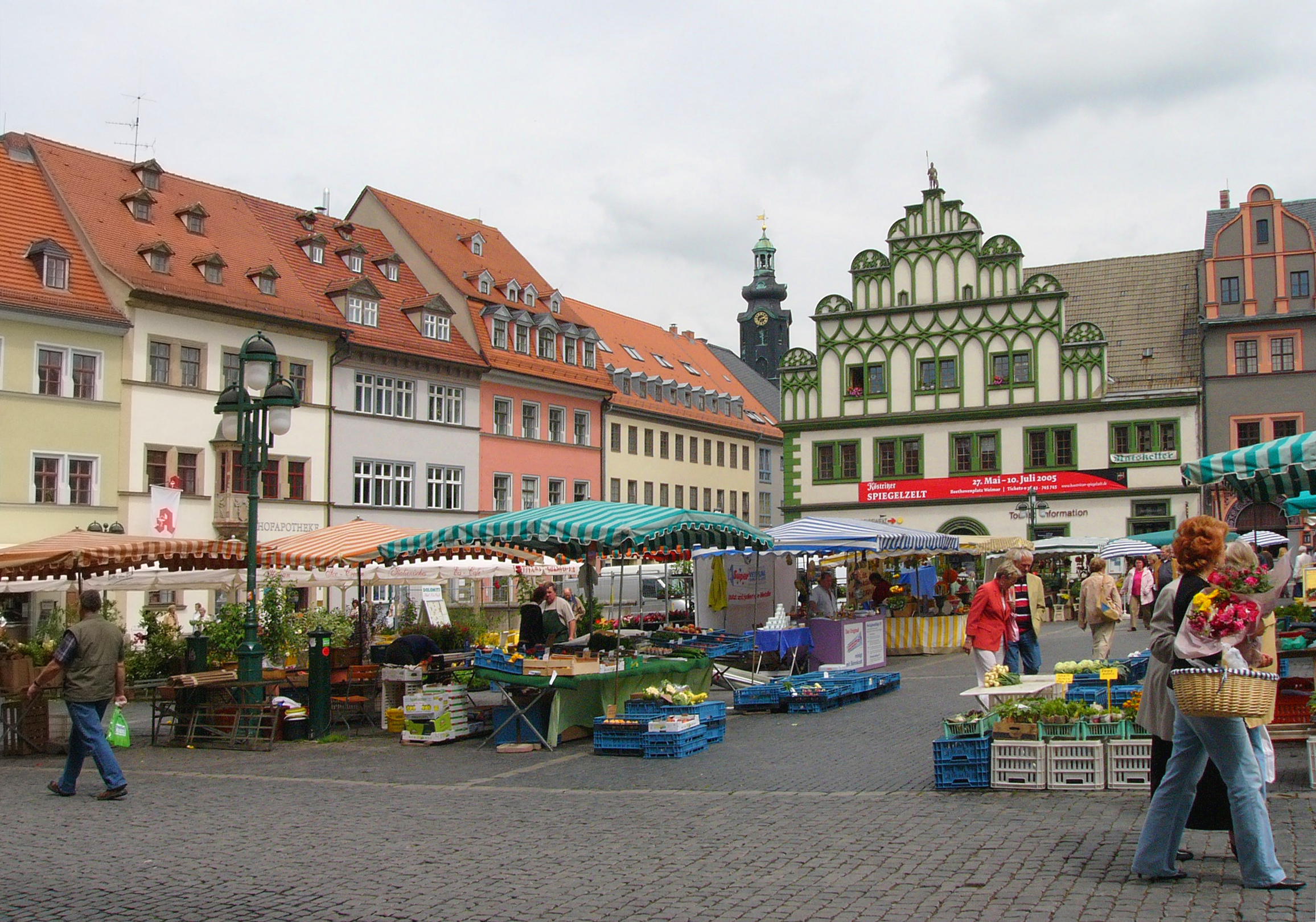
Wochenmarkt auf dem Marktplatz

Wenn keine Sonderveranstaltungen stattfinden, wird auf dem Markt regelmäßig ein Wochenmarkt mit Imbissständen und Verkaufsständen aller Art abgehalten. Im Frühling startet mit dem Ostermarkt die erste besondere Veranstaltung auf dem Platz. Es folgt im Mai der Blumenmarkt und im August, rund um den Goethe-Geburtstag, das Weinfest. Des Weiteren findet jährlich im September ein Töpfermarkt statt, bei dem rund 65 Töpfer ihre Wahren anbieten. Weithin berühmt ist der Weimarer Zippelmarkt, der im Oktober veranstaltet wird. Er ist Thüringens ältestes und größtes Volksfest. Geschlossen wird das Veranstaltungsjahr mit dem Weimarer Weihnachtsmarkt. Prägnant ist hierbei ein etwa 20 Meter hoher Weihnachtsbaum, der seit 1815 traditionell mittig auf dem Markt seinen Platz einnimmt.

## Platzgestaltung

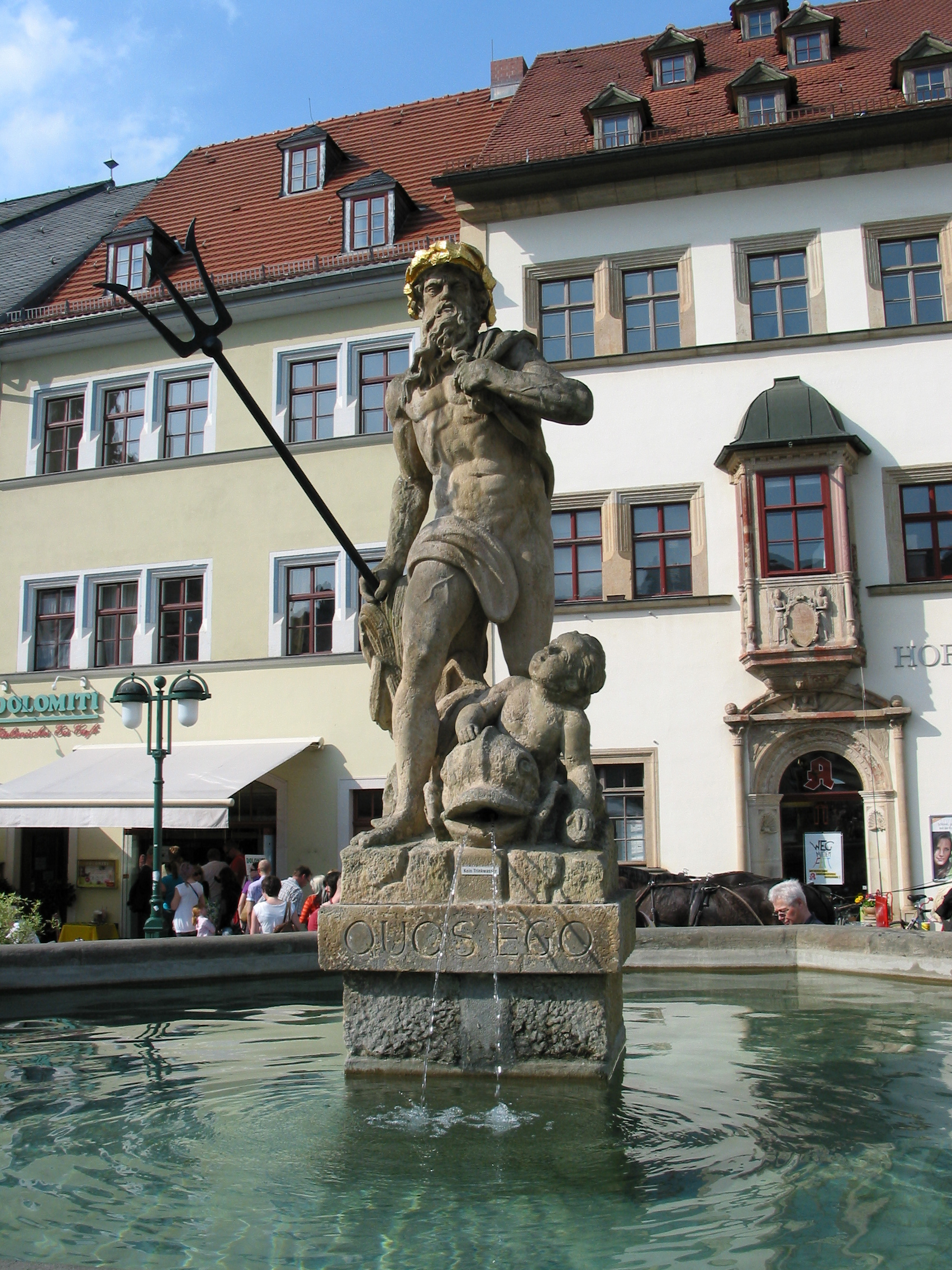
Neptunbrunnen

Nördlich auf dem Platz steht mit dem Neptunbrunnen der älteste Brunnen Weimars. Seinen Namen erhielt er aufgrund der Neptunfigur von Martin Gottlieb Klauer. Die Neptunfigur ersetzte 1774 eine Löwenfigur, welche zuvor den Brunnen zierte.

## Bauwerke

### Westseite
Rathaus

Das Rathaus von Weimar wurde 1841 auf der Westseite des Platzes im Stil der Neugotik errichtete. Es folgte einem Renaissance-Gebäude, welches 1837 abgebrannt war. Der damalige Großherzoglich Sachsen-Weimarischer Baurat Heinrich Hess bekam den Auftrag das Rathaus zu errichten. Unterirdisch war das Rathaus mit dem Stadthaus durch den Gang unter dem Markt in Weimar verbunden.

### Nordseite
Hof-Apotheke

Die Hof-Apotheke wurde im 15. Jahrhundert für Jacob Schröter, den damaligen Bürgermeister Weimars, errichtet. Etwa 1567 zog mit Lorenz Kreich der erste Apotheker in das vormalige Bürgermeisterhaus, weswegen die Hof-Apotheke im Jahr 2017 ihr 450-jähriges Jubiläum feierte. Sie bestand jedoch nicht durchgängig an diesem Ort, denn im Zweiten Weltkrieg wurde das Gebäude weitgehend zerstört und seine Reste wurden, mit der gesamten Nordseite des Marktplatzes, später ganz abgerissen. Bereits 1946 beantragte der Apotheker Walter Hoffmann den Wiederaufbau seiner Apotheke, doch der Rat der Stadt verweigerte die Genehmigung und verstaatlichte 1967 mit seinem Tod die provisorisch in der Frauentorstraße fortgeführte Apotheke. Nach der Zwangspause gelang es Christian Hoffmann mit der Wende 1989 den Familienbetrieb wieder aufzunehmen und 1993 konnte die Apotheke an den alten Standort zurückkehren, denn die Nordzeile des Marktplatzes wurde wieder aufgebaut und vier Bürgerhäuser, darunter die Hof-Apotheke, wurden weitgehend originalgetreu rekonstruiert.

### Ostseite
Stadthaus

Das Stadthaus ist ein Renaissance-Bau und wurde im 15. Jahrhundert errichtet. Seit 1432 befindet es sich im Besitz der Stadt, die es von 1526 bis 1547 als Rats- und Handelshaus nutzte. Bei einem Bombenangriff im Zuge des Zweiten Weltkrieges wurde es am 9. Februar 1945 zerstört und 1956 völlig abgetragen. 1968–1971 wurde das Gebäude äußerlich weitgehend rekonstruiert und im Inneren modern gestaltet. Heute befinden sich im Gebäude eine Touristeninformation, ein Restaurant, ein Reisebüro und Wohnungen.
Cranachhaus

Das Cranachhaus ist ein denkmalgeschützter Renaissance-Bau aus dem Jahr 1549. Es wurde wie sein nahezu identisch aussehendes Nebengebäude von Nikolaus Gromann für den herzoglichen Kanzler Christian Brück erbaut. Im 16. Jahrhundert lebten hier die Maler Lucas Cranach der Ältere und sein Sohn Lucas Cranach der Jüngere, nach ihnen ist das Haus benannt. Das im Zweiten Weltkrieg beschädigte Bauwerk wurde originalgetreu wieder aufgebaut.

### Südseite
Hotel Elephant

Das Hotel Elephant wurde 1696 von Christian Andreas Barritig als Wirtshaus in einem bestehenden Gebäude am Marktplatz gegründet. 1937 wurde das historische Gebäude jedoch wegen angeblicher Baufälligkeit abgerissen und der Architekt Hermann Giesler errichtete an selber Stelle und auf zwei Nachbargrundstücken ein neues Gebäude für das Hotel. Das neue Hotel besaß einen Autolift zum Parkhaus und galt als eines der modernsten seiner Zeit.
Zum Schwarzen Bären

Das Gebäude des Gasthauses Zum Schwarzen Bären wurde 1540 errichtet. Bei Renovierungsarbeiten wurde 1926 ein Rundbogen freigelegt, der seitdem wieder die Fassade des Gebäudes ziert.

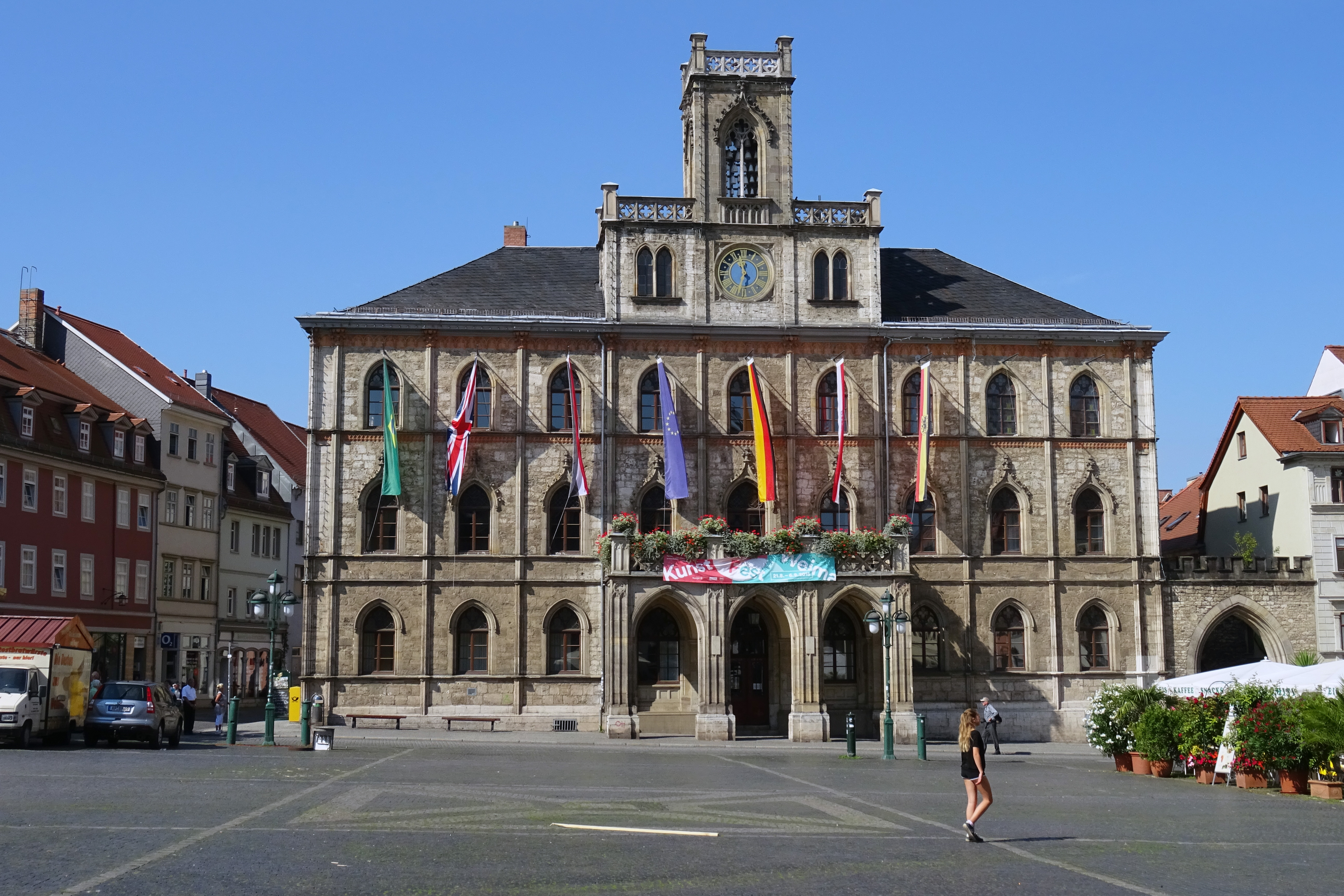
Westseite mit dem Rathaus
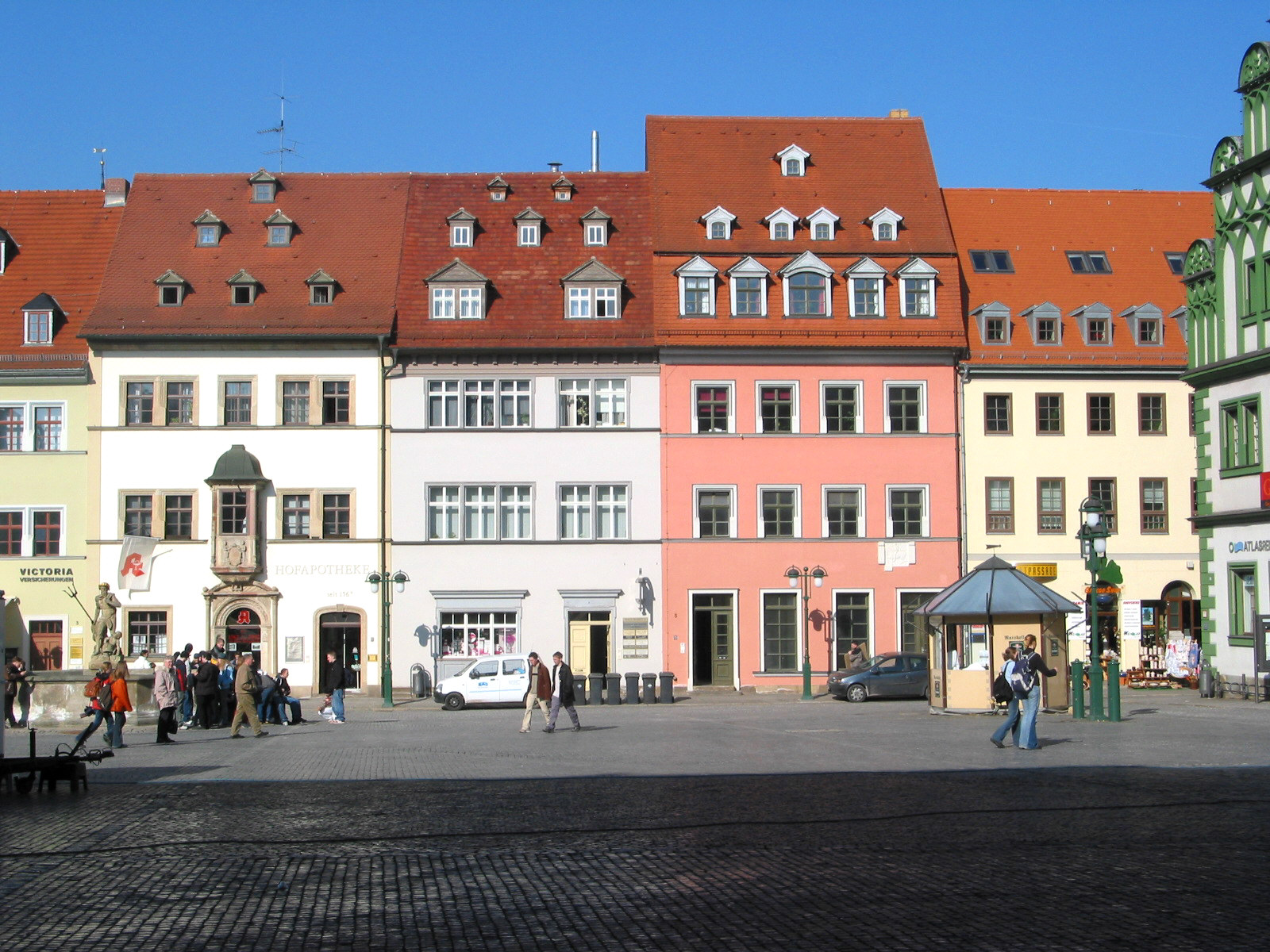
Nordseite mit der Hof-Apotheke
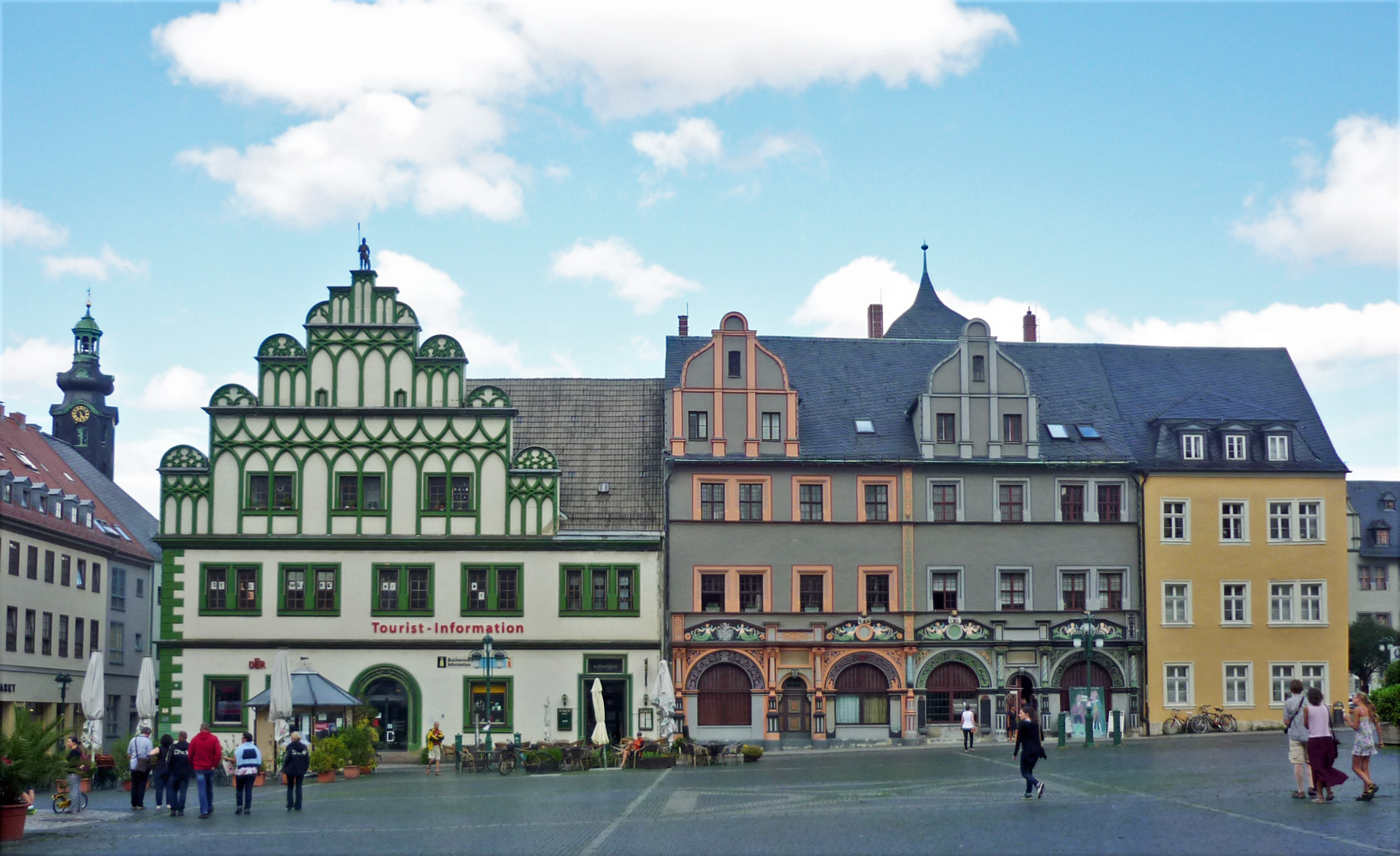
Ostseite mit Stadthaus und Cranachhaus
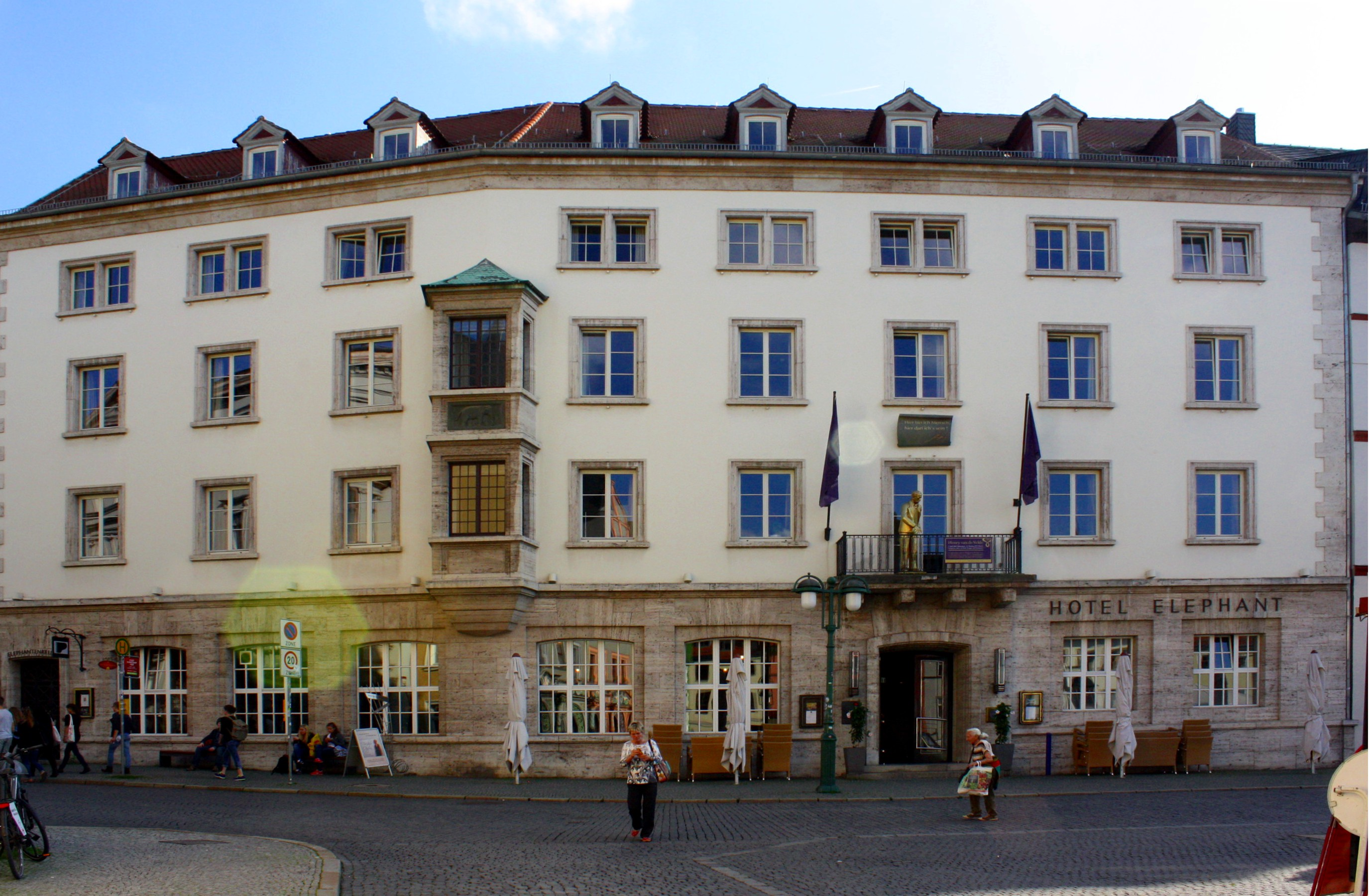
Südseite, Hotel Elephant
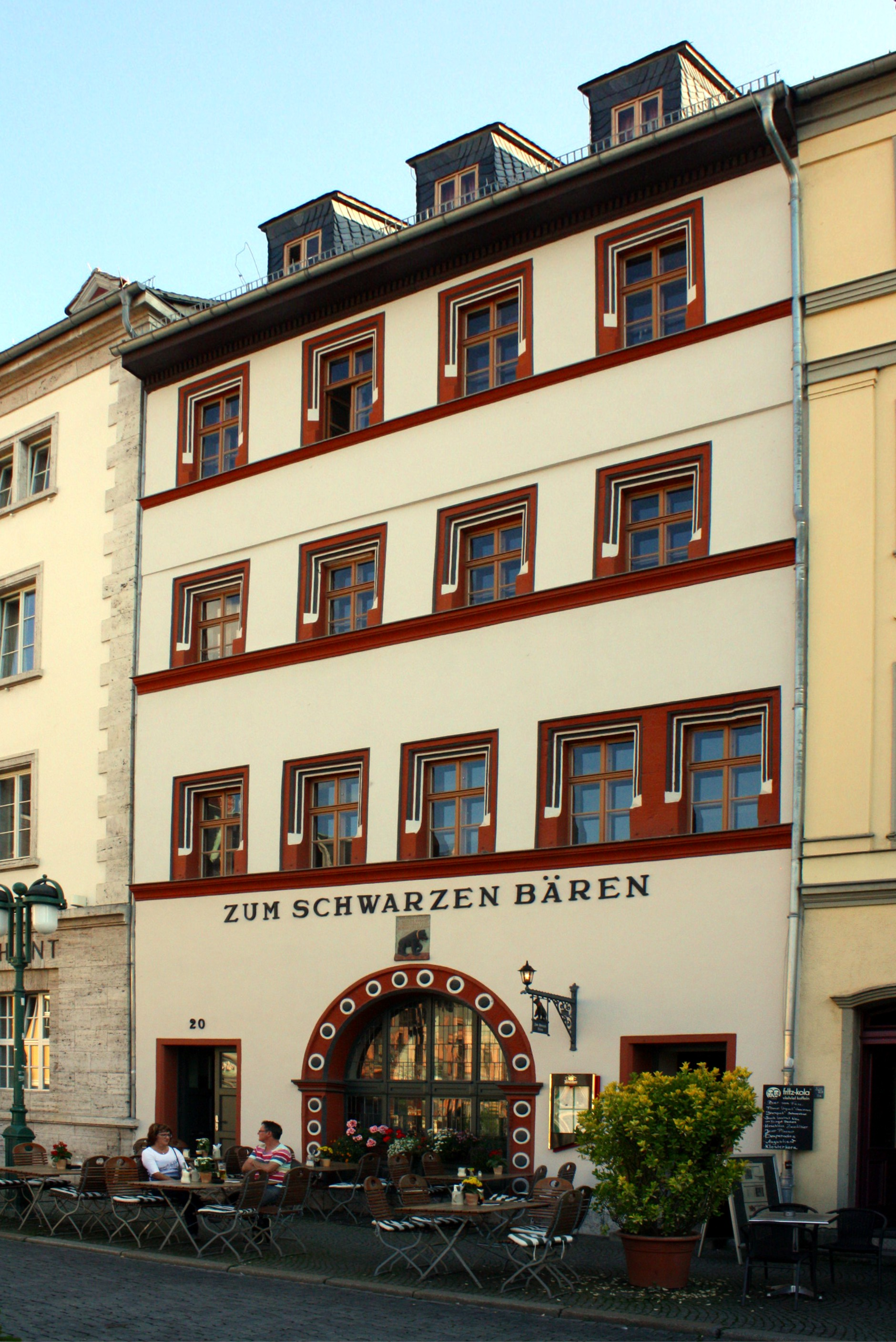
Südseite, Gasthaus Zum Schwarzen Bären